# Panorama, Peloponnesos
Panórama (Panorama) är en ort i Grekland.   Den ligger i prefekturen Nomós Argolídos och regionen Peloponnesos, i den södra delen av landet, 100 km väster om huvudstaden Aten. Panórama ligger 96 meter över havet och antalet invånare är 137.
Terrängen runt Panórama är varierad. Runt Panórama är det ganska tätbefolkat, med 160 invånare per kvadratkilometer. Närmaste större samhälle är Argos, 6,7 km sydost om Panórama. 